# Cor van Wiggen
Cornelis Antonius (Cor) van Wiggen (Vreeswijk, 24 september 1930 − Bosch en Duin, 28 februari 2018) was een Nederlands politicus van de KVP en later het CDA.

## Leven en werk
Van Wiggen was een zoon van Johannes Cornelis van Wiggen en Christina Daalderop. Hij begon zijn carrière in 1948 als volontair op de gemeentesecretarie van de gemeenten Bunnik, Odijk en Werkhoven. Na het vervullen van zijn militaire dienstplicht ging hij in 1952 werken bij de gemeentesecretarie van Bunnik. In 1962 werd hij daar chef van de afdeling maatschappelijke aangelegenheden en enkele jaren later werd hij chef van de afdeling algemene zaken en waarnemend gemeentesecretaris. In 1969 werd Henk Geurts, tot dan gemeentesecretaris van Bunnik, burgemeester van Angerlo waarna Van Wiggen hem in Bunnik opvolgde.
In juli 1978 werd Van Wiggen benoemd tot burgemeester van Huissen. Hij vervulde de burgemeestersfunctie van Huissen tot 1992. Van Wiggen werd in 1991 benoemd tot Ridder in de Orde van Oranje Nassau. Hij was houder van de Zilveren erepenning van de stad Huissen.
Van Wiggen overleed in 2018 op 87-jarige leeftijd.